# 帯広郵便局
帯広郵便局（おびひろゆうびんきょく）は、北海道帯広市にある郵便局である。民営化前の分類では集配普通郵便局であった。局番号は91003。

## 概要
住所：〒080-8799 北海道帯広市西三条南8-10
同一施設内に日本郵政・日本郵便・ゆうちょ銀行の郵政3社が同居する、全国でも数少ない郵便局である。
郵政民営化の見直しによる統合後も郵便事業帯広支店が行っていた、郵便番号の上2桁が08の地域（北海道十勝総合振興局・釧路総合振興局・根室振興局各管内のほぼ全域）を受け持つ統括機能は変わっていない。

### 併設施設
- ゆうちょ銀行帯広店（札幌支店帯広出張所）受持地域は十勝総合振興局・上川総合振興局・留萌振興局および宗谷総合振興局各管内全域：取扱店番号910030
- 日本郵政北海道郵政健康管理センター帯広分室　持株会社日本郵政の医務施設。受持地域は十勝総合振興局・釧路総合振興局・根室振興局各管内の全域

### 分室
- 帯広郵便局分室 (910031、91003A) - 〒080-2598 北海道帯広市西二十一条南1丁目14番地の1に所在。郵便事業帯広ターミナル支店廃止後の跡地に、郵便事業帯広支店分室として設置され、日本郵便発足時に、当局の分室となった。本局は郵便物の地域区分、当分室はゆうパックの地域区分と区分業務をそれぞれ分担していたが、業務集約により平成31年(2019年)3月17日廃止。

## 沿革
- 1892年（明治25年）11月1日 - 十勝国河西郡帯広村に三等郵便局として開局[1][2]。
- 1896年（明治29年）3月1日 - 為替・貯金業務を開始[1][3]。
- 1897年（明治30年）10月11日 - 帯広郵便電信局に改称[1][4]。
- 1903年（明治36年）4月1日 - 通信官署官制の施行に伴い帯広郵便局となる[1][5]。
- 1921年（大正10年）2月6日 - 等級を二等郵便局に改定[6]。
- 1939年（昭和14年）11月2日 - 等級を一等郵便局に改定[7]。
- 1959年（昭和34年）5月1日 - 電話通話および和文電報受付事務の取扱を開始[8]。
- 1962年（昭和37年）12月3日 - 帯広市西二条南八丁目から、同市西三条南八丁目に局舎を新築、移転。
- 1975年（昭和50年）7月 - 局舎落成。
- 1991年（平成3年）10月1日 - 外国通貨の両替および旅行小切手の売買に関する業務取扱を開始。
- 2007年（平成19年）10月1日 - 民営化に伴い、併設された郵便事業帯広支店、ゆうちょ銀行帯広店、かんぽ生命保険帯広支店に一部業務を移管。
- 2011年（平成23年）7月11日 - 中士幌集配センターの廃止に伴い、郵便事業帯広支店士幌集配センターが同集配センターの業務を承継。
- 2012年（平成24年）2月13日 - 郵便事業帯広ターミナル支店の廃止にともない、同支店の跡地に郵便事業帯広支店分室を設置。
- 2012年（平成24年）10月1日 - 日本郵便株式会社の発足に伴い、郵便事業帯広支店を帯広郵便局に統合。郵便事業帯広支店分室は帯広郵便局分室に改称。
- 2014年（平成26年）7月22日 - かんぽ生命保険帯広支店が当局から帯広市西三条南9-2セントラル十勝ビルに移転[9]。
- 2019年(平成31年)3月17日 - 業務集約により帯広分室を廃止。

## 取扱内容

### 帯広郵便局
- 郵便、印紙、ゆうパック、内容証明
- 店頭販売（グッズ・カタログ）、広告スペース
- 生命保険、バイク自賠責保険、自動車保険、がん保険
- 郵便番号の上2桁が08の地域（北海道十勝総合振興局・釧路総合振興局・根室振興局各管内のほぼ全域）あての郵便物を配達局ごとに区分する業務（地域区分局）
- ゆうパック業務は2010年（平成22年）7月、JPエクスプレスの吸収合併に伴い、郵便事業帯広ターミナル支店に大半を業務移管したが、2011年（平成23年）8月28日付で帯広ターミナル支店は廃止となり帯広支店に再統合し帯広分室として利用されていたが2019年3月に業務集約により廃止。
- 帯広市内の一部地域の集配業務（西部は西帯広郵便局、南部は「大正郵便局」のエリアである。）
- ゆうゆう窓口

### ゆうちょ銀行帯広店
- 貯金、貸付、為替、振替、振込、国際送金、外貨両替、国債、投資信託、変額年金保険
- ATM
- 帯広手形交換所に加盟。

### 日本郵政北海道郵政健康管理センター帯広分室
- 医療施設ではあるが、主たる業務は受持地域内の社員に対する健康診断等、労働法上の産業医としての業務である。

## 周辺
- 帯広市役所
- 藤丸百貨店
- 帯広中央公園
- 北海道警察釧路方面帯広警察署西三条交番
- 北海道開発局帯広開発建設部
- 北海道財務局帯広財務事務所
- 札幌国税局帯広税務署
- ハローワーク帯広
- とかち広域消防事務組合本部・帯広消防署
- NHK帯広放送局
- JR北海道帯広駅
- 国道38号
- 国道236号
- 北海道道26号帯広停車場線
- 北海道道216号八千代帯広線

## アクセス
- JR根室本線 帯広駅から徒歩約10分
- 十勝バス 郵便局前停留所下車
- 道東自動車道 音更帯広ICから南へ約8km
- 帯広広尾自動車道 芽室帯広ICから東へ、もしくは帯広川西ICから北へそれぞれ約8km
- 駐車場あり：8台